# Eumedonia pilzii
Eumedonia pilzii är en fjärilsart som beskrevs av Schultz 1903. Eumedonia pilzii ingår i släktet Eumedonia och familjen juvelvingar. Inga underarter finns listade i Catalogue of Life.